# Cradle Will Fall
Cradle Will Fall, även känd som Baby Blues, är en amerikansk skräckfilm från år 2008. Filmen regisserades av Lars Jacobson och Amardeep Kaleka och är baserad på en sann historia.

## Handling
Moms man är ute och reser i arbetet, så Mom måste ensam ta hand om sina fyra barn – det äldsta är tio år och den yngsta är tre månader. Mom lider av posttraumatiskt stress orsakad av den senaste förlossningen, och nu när hennes man är borta bryter hon ihop eftersom hon känner sig oerhört stressad av att ta hand om barnen.
Den äldste sonen, Jimmy, märker snart att något är på tok. När han hittar sitt yngsta syskon död inser han att Moms psykiska problem utsätter både honom och hans övriga syskon för livsfara. 
Jimmy vet inte vad han ska ta sig till, och det finns ingen som kan hjälpa honom. Kommer Jimmy och hans syskon att överleva?

## Rollista i urval
- Colleen Porch - Mom
- Aiden Kersh - Nathan
- Ridge Canipe - Jimmy
- Sean Johnson - Jake
- Holden Thomas Maynard - Sammy
- Kali Majors - Cathy
- Gene Witham - Lester
- Alan Nesbit - Psykolog